# USS Tripoli (CVE-64)
USS Tripoli (CVE-64) là một tàu sân bay hộ tống lớp Casablanca được Hải quân Hoa Kỳ chế tạo trong Chiến tranh Thế giới thứ hai; tên nó được đặt theo thành phố Tripoli, Libya thuộc Bắc Phi, nơi diễn ra trận chiến trong cuộc Chiến tranh Barbary thứ nhất vào năm 1804, trận chiến trên bộ đầu tiên của Hoa Kỳ tại nước ngoài. Tripoli đã hoạt động cho đến hết Thế Chiến II, xuất biên chế năm 1946 nhưng nhập biên chế trở lại năm 1952 để phục vụ trong vai trò vận chuyển máy bay; nó cuối cùng ngừng hoạt động năm 1958 và bị bán để tháo dỡ năm 1960.

## Thiết kế và chế tạo
Con tàu được đặt lườn như là chiếc Didrickson Bay (ACV-64) tại Xưởng tàu Vancouver của hãng Kaiser Company, Inc. ở Vancouver, Washington vào ngày 1 tháng 2 năm 1943. Nó được đổi tên thành Tripoli vào ngày 3 tháng 4 năm 1943 trước khi được hạ thủy vào ngày 13 tháng 7 năm 1943; được đỡ đầu bởi bà Leland D. Webb; và nhập biên chế tại Astoria, Oregon vào ngày 31 tháng 10 năm 1943 dưới quyền chỉ huy của Hạm trưởng, Đại tá Hải quân Wendell G. Switzer.

## Lịch sử hoạt động
Sau khi chạy thử máy dọc theo bờ biển California, Tripoli đi vào xưởng tàu tại San Diego, California để sửa chữa sau thử máy. Tại đây vào ngày 4 tháng 1 năm 1944, xăng vô tình hòa lẫn với nước chung quanh phần trước của con tàu bên mạn trái; việc hàn acetylene làm kích lửa hỗn hợp hơi xăng và một đám cháy nhanh chóng lan từ mũi tàu cho đến khoang 82, bao trùm lối đi phía trước và đảo cấu trúc thượng tầng. Công nhân xưởng tàu và thủy thủ đoàn đã nỗ lực dập lửa, và kiểm soát được đám cháy, nhưng hai người đã thiệt mạng.

### Mặt trận Đại Tây Dương
Sau khi được sửa chữa, Tripoli khởi hành từ San Diego vào ngày 31 tháng 1, băng qua kênh đào Panama để nhận nhiệm vụ cùng Hạm đội Đại Tây Dương. Nó đi đến cảng nhà mới Norfolk, Virginia vào ngày 16 tháng 2, đón lên tàu Liên đội Hỗn hợp VC-13, bao gồm máy bay tiêm kích Grumman F4F Wildcat và máy bay ném bom-ngư lôi Grumman TBF Avenger, rồi ra khơi vào ngày 15 tháng 3 như hạt nhân của Đội đặc nhiệm 21.15. Được hỗ trợ bởi năm tàu khu trục hộ tống thuộc Đội hộ tống 7, nó tuần tra về phía Tây quần đảo Cape Verde nhằm phá vỡ hoạt động tiếp nhiên liệu của tàu ngầm U-boat Đức Quốc xã tại khu vực này.
Sau khi bảo vệ trên không cho một đoàn tàu vận tải trên đường đi Tây Ấn thuộc Anh, những máy bay Wildcat và Avenger của Tripoli đã tuần tra các tuyến đường biển về phía Tây Bắc, Tây và Tây Nam Cape Verde trước khi đi đến Recife, Brazil vào ngày 5 tháng 4 để tiếp nhiên liệu và tiếp liệu. Ra khơi hai ngày sau đó, nó tiếp tục hoạt động thường lệ phóng và thu hồi máy bay để bảo vệ các tuyến đường hàng hải Đồng Minh chống lại sự xâm nhập của tàu ngầm U-boat đối phương.
Một giờ trước bình minh ngày 19 tháng 4, một chiếc Avenger của Tripoli đã bắt được tín hiệu radar một chiếc U-boat đối phương khi chiếc tàu ngầm di chuyển trên mặt nước chờ đợi gặp gỡ tàu ngầm tiếp liệu "Milch Cow" (bò sữa) hoặc tiếp nhiên liệu. Chiếc U-513 đã kháng cự kịch liệt bằng hỏa lực phòng không trong khi chiếc Avenger thực hiện ba lượt tấn công. Chiếc máy bay đã phóng một loạt rocket vây quanh chiếc tàu ngầm khi đối thủ chuẩn bị lặn cho an toàn hơn; trong lượt tấn công thứ hai, chiếc máy bay đã không thả được mìn sâu khiến chiếc tàu ngầm có đủ thời gian lặn xuống; và trong lượt tấn công cuối cùng, đối thủ lẩn tránh được quả mìn sâu phóng ra, tuy nhiên nó cũng lỡ dịp được tiếp liệu cùng chiếc U-488.
Quay trở về Norfolk vào ngày 29 tháng 4, Tripoli được sửa chữa trước khi đón lên tàu Liên đội Hỗn hợp VC-6, bao gồm 12 chiếc Avenger và chín chiếc Wildcat. Sau đó nó kết hợp cùng Đội hộ tống 7 để khởi hành từ Hampton Roads vào ngày 24 tháng 5, tiếp tục hoạt động tìm-diệt tại khu vực phụ cận Cape Verde. Bốn ngày sau, do một báo cáo về việc tàu ngầm đối phương có thể hướng sang Tây Nam từ một vị trí về phía Tây quần đảo Madeira, nó chuyển hướng nhằm ngăn chặn đối thủ; nhưng sau khi không tìm ra đối phương, vào ngày 30 tháng 5, chiếc tàu sân bay cùng các tàu tháp tùng đi lên phía Bắc để gặp gỡ một đoàn tàu vận tải đang hướng đến Nova Scotia.
Sau khi quay trở về Norfolk vào ngày 18 tháng 6, Tripoli trải qua một tháng tiếp theo hoạt động huấn luyện chuẩn nhận phi công tàu sân bay ngài khơi Quonset Point, Rhode Island trước khi quay trở lại vào ngày 15 tháng 7. Lại nhận lên tàu Liên đội Hỗn hợp VC-6, nó tiến hành huấn luyện chuẩn nhận phi công tại khu vực vịnh Chesapeake trong hai tuần trước khi rời Hampton Roads vào ngày 1 tháng 8 để hướng đến căn cứ hoạt động mới tại Recife.
Được các tàu khu trục hộ tống O'Toole (DE-527) và Edgar G. Chase (DE-16) tháp tùng, Tripoli đi về phía Nam cho đến ngày 1 tháng 8, khi O'Toole phát hiện một dấu vết sonar và truy đuổi. Máy bay của Tripoli đã trợ giúp khi thả một loạt các phao dò âm; và khi họ phát hiện một vệt dầu loang đã thả phao khói và phao sáng đánh dấu. O'Toole đánh phá khu vực được đánh dấu bằng súng cối chống tàu ngầm Hedgehog và mìn sâu, báo cáo đã tiêu diệt được mục tiêu sau khi phát hiện những mảnh vỡ và một số lượng lớn dầu loang trên mặt biển. Tuy nhiên, những tàu liệu thu được sau chiến tranh của Đức không xác nhận chiến công này. Đến đêm, Tripoli lại tung ra hai máy bay truy đuổi một dấu vết sonar khác do O'Toole phát hiện; họ ném bốn quả mìn sâu khiến chiếc U-boat buộc phải lặn xuống và chạy trốn.
Tripoli và đội của nó quay trở về Recife vào ngày 13 tháng 8, và trình diện để phục vụ cùng Đệ Tứ hạm đội dưới quyền Phó đô đốc Jonas H. Ingram. Đóng vai trò hạt nhân của Đội đặc nhiệm 47.7, chiếc tàu sân bay ra khơi vào ngày 22 tháng 8 cùng bốn tàu khu trục hộ tống thuộc Đội khu trục hộ tống 24 để chống lại một tàu ngầm đối phương đang trên đường quay trở về nhà, dự đoán sẽ vượt qua vị trí vĩ độ 25 Nam và kinh độ 5 Tây.
Sau hai ngày truy tìm không có kết quả một dấu vết sonar dọc eo biển tại khu vực giữa Nam Đại Tây Dương, Tripoli và đội của nó quay trở về Recife vào ngày 11 tháng 9 để tiếp liệu và tiếp nhiên liệu, để rồi lại lên đường hai ngày sau đó. Đội đặc nhiệm 47.7 tiến hành một đợt truy tìm khác, lần này là tuyến đường dự đoán của hai chiếc U-boat đang hẹn gặp để tiếp nhiên liệu. Một trong hai mục tiêu, chiếc U-1062, đang trên đường quay trở về từ Penang, Malaya thuộc Anh với sản phẩm dầu mỏ quý giá đang rất cần đến cho các nỗ lực chiến tranh của Đức; nó được lệnh tiếp nhiên liệu cho U-219 đang trên đường hướng sang phía Đông. U-1062 dự định gặp gỡ U-219 tại eo biển tại khu vực giữa Nam Đại Tây Dương, ngay trên hướng tuần tra của đội đặc nhiệm Tripoli.
Đi sang phía Tây Cape Verdes, Đội đặc nhiệm 47.7 gặp gỡ đội của tàu sân bay hộ tống Mission Bay (CVE-59) để tiến hành một chiến dịch tìm-diệt phối hợp để đối phó hai tàu ngầm đối phương. Máy bay Avenger trang bị radar đã lùng sục suốt ngày đêm cho đến 40 phút sau bình minh ngày 28 tháng 9, một máy bay Avenger do Trung úy William R. Gillespie điều khiển đã phát hiện và xác định chiếc U-219 đang nổi trên mặt nước chỉ cách 11 mi (18 km) đối với tuyến đường dự định của nó. Trung úy Gillespie tấn công đối phương bằng rocket ở tầm thấp, nhưng bị pháo phòng không bắn rơi. Một chiếc Avenger khác được dẫn đường đến hiện trường, và bất chấp hỏa lực phòng không tiếp tục tấn công bằng rocket và mìn sâu, trong khi một chiếc Wildcat càn quét bắn phá bằng súng máy.
U-219 đã thoát được mà không bị thiệt hại, nhưng U-1062 không có được sự may mắn như vậy. Tàu khu trục hộ tống Fessenden (DE-142), trong thành phần bảo vệ cho Mission Bay, được dẫn đường bởi các phao đánh dấu vào ngày 30 tháng 9, và đã đánh chìm "con bò sữa" với bốn lượt tấn công bằng mìn sâu. Trong khi đó U-219 vẫn chưa thực sự an toàn, khi một chiếc Avenger của Tripoli đã thả mìn sâu vào con tàu đang bỏ chạy vào ngày 2 tháng 10; phía Hoa Kỳ tin rằng họ đã tiêu diệt được chiếc tàu ngầm, nhưng tài liệu thu được sau chiến tranh cho thấy U-219 đã thoát được và đi đến Batavia, Java tại Đông Ấn thuộc Hà Lan.

### Mặt trận Thái Bình Dương
Do cạn nhiên liệu và tiếp liệu, Tripoli quay trở lại Recife vào ngày 12 tháng 10. Nó còn thực hiện một chuyến tìm-diệt khác tại vùng eo biển từ ngày 26 tháng 10 đến ngày 12 tháng 11 trước khi quay trở về Norfolk cho một đợt đại tu cần thiết. Sau đó chiếc tàu sân bay hộ tống lên đường đi sang khu vực Thái Bình Dương, và sau khi băng qua kênh đào Panama và ghé qua San Diego, nó đi đến Trân Châu Cảng vào ngày 10 tháng 1 năm 1945. Nó cho chuyển Liên đội Hỗn hợp VC-8 lên bờ để tiến hành hoạt động ngoài khơi Hilo, Hawaii; rồi nhận lên tàu hàng hóa là máy bay tiêm kích và máy bay ném bom để vận chuyển đến Roi thuộc quần đảo Marshall, đến nơi vào ngày 20 tháng 2. Quay trở về Trân Châu Cảng sau chuyến đi, nó tiến hành hoạt động huấn luyện, kéo dài cho đến khi chiến tranh kết thúc.
Sau khi Nhật Bản đầu hàng kết thúc xung đột tại khu vực Thái Bình Dương, Tripoli được phân công tham gia Chiến dịch Magic Carpet. Sau khi quay về San Diego vào ngày 29 tháng 8 cùng 500 cựu chiến binh hải quân, nó quay trở lại Trân Châu Cảng vào ngày 8 tháng 9, và tiếp nối các hoạt động tại chỗ, bao gồm việc huấn luyện chuẩn nhận phi công tàu sân bay cho đến tháng 11. Con tàu còn thực hiện một chuyến đi với hành khách lục quân đến San Pedro, California và một chuyến "Magic Carpet" khác đến San Diego trước khi rời vùng bờ Tây vào ngày 15 tháng 1 năm 1946. Con tàu quay về Norfolk để đại tu chuẩn bị ngừng hoạt động; và được cho xuất biên chế vào ngày 22 tháng 5 năm 1946 và được đưa về thành phần dự bị.

### Chiến tranh Triều Tiên

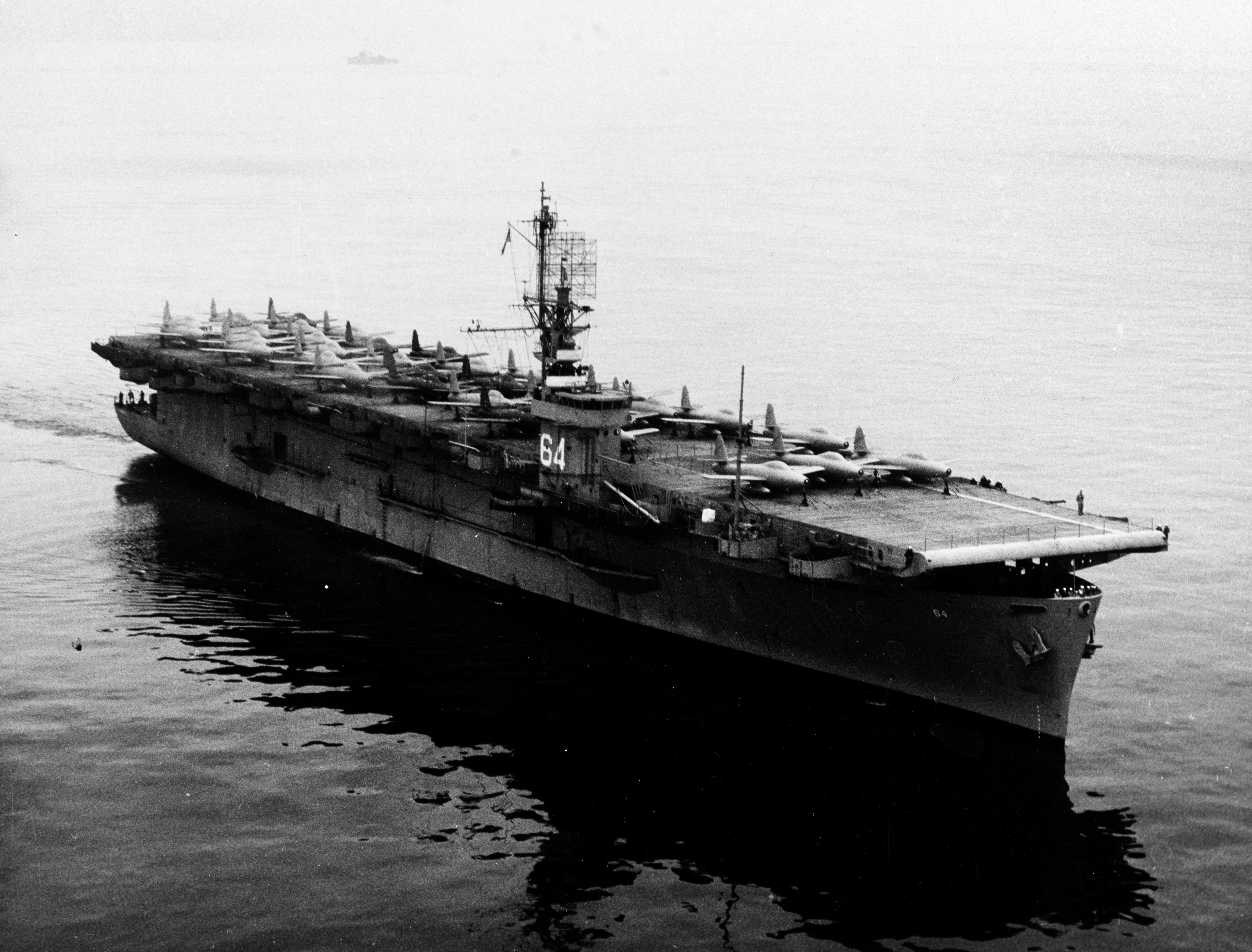
Tripoli đang vận chuyển máy bay F-84 Thunderjet vào những năm 1950.

Sự kiện Chiến tranh Triều Tiên nổ ra vào mùa Hè năm 1950 đã khiến nhiều tàu bè dự bị của Hải quân được huy động trở lại để hỗ trợ cho các chiến dịch của Hoa Kỳ tại Viễn Đông. Do đó Tripoli được cho nhập biên chế trở lại tại New York vào ngày 5 tháng 1 năm 1952 dưới quyền chỉ huy của Đại tá Hải quân Raymond N. Sharp. Con tàu sân bay hộ tống tìm-diệt tàu ngầm trước đây được phân về Bộ chỉ huy Hải vận, khu vực Đại Tây Dương, để làm nhiệm vụ vận chuyển máy bay. Trong sáu năm tiếp theo, nó đã thực hiện chuyến vận chuyển, hầu hết để đến các cảng Châu Âu và Địa Trung Hải, ngoại trừ một chuyến đến Hawaii và hai chuyến sang Viễn Đông.
Sau chuyến đi thứ ba sang Châu Âu, Tripoli đi đến cảng Newark vào ngày 5 tháng 8 năm 1952, nơi nó chất lên tàu 45 máy bay F-84 Thunderjet, 90 thùng nhiên liệu đầu mút cánh và thiết bị đồng bộ, để vận chuyển sang khu vực Tây Thái Bình Dương. Lên đường hướng sang Nhật Bản vào ngày 7 tháng 8, con tàu đi ngang qua kênh đào Panama và San Diego trước khi cặp bến tại Yokosuka cùng chuyến hàng vào ngày 5 tháng 9, nơi máy bay được chất dỡ, lắp ráp để tham chiến tại Triều Tiên.
Sau khi nhận lên tàu máy bay bị hư hại cần sửa chữa để chuyển trở về Hoa Kỳ, Tripoli còn đón lên tàu 245 hành khách Hải quân và Thủy quân Lục chiến luân chuyển để đưa trở vể Alameda, California. Con tàu về đến vùng bờ Tây vào ngày 22 tháng 9, để rồi lại lên đường đi sang Viễn Đông lần thứ hai, tiếp tục vận chuyển máy bay phản lực sang Yokosuka cùng những nhân sự được điều động. Đón nhận một lô hàng máy bay trực thăng và hành khách quân sự, nó quay trở về vùng bờ Tây, về đến Alameda vào ngày 11 tháng 11. Nó còn thực hiện một chuyến đi đến Hawaii trước khi chuyển sang vùng bờ Đông, thực hiện những chuyến đi sang các cảng Châu Âu và Địa Trung Hải.
Tripoli nhận lên tàu 50 máy bay F-84D Thunderjet tại Alameda vào tháng 5 năm 1954, trước khi nó thực hiện chuyến đi kéo dài 22 ngày, băng qua kênh đào Panama để đi đến Saint-Nazaire, Pháp. Vào ngày 13 tháng 6, khoảng 500 nhân sự Không quân Hoa Kỳ thuộc Liên đội 440 tại Spokane, Washington và Liên đội 441 tại Căn cứ Không quân Hamilton ở San Francisco, California đã được chuyển lên tàu, và đi đến cảng đích vào ngày 2 tháng 7, nơi các Liên đội 440 và 441 được tiếp tục chuyển đến Căn cứ Không quân Landstuhl, Đức.
Tripoli được xếp lại lớp như một tàu sân bay đa dụng với ký hiệu lườn mới CVU-64 vào ngày 12 tháng 6 năm 1955, rồi trở thành T-CVU-64 vào ngày 1 tháng 7 năm 1958. Nó được cho xuất biên chế tại New Orleans, Louisiana vào ngày 25 tháng 11 năm 1958 và rút khỏi danh sách Đăng bạ Hải quân vào ngày 1 tháng 2 năm 1959. Lườn tàu được một hãng Nhật Bản tháo dỡ vào tháng 1 năm 1960.